# Síndrome de Sturge-Weber
A Síndrome de Sturge-Weber, às vezes chamada angiomatose encefalotrigeminal, é uma doença extremamente rara, congênita, neurológica e também é uma desordem de pele. É uma facomatose, e é freqüentemente associada com glaucomas, manchas de coloração vinhosa, ataques apopléticos, retardamento mental e angioma leptomeningeal ipsilateral. É causada por uma má-formação artério-venosa que acontece num dos hemisférios do cérebro, do mesmo lado dos sinais físicos descritos acima. Normalmente, só um lado da cabeça é afetado.
É um anomalia embrionária desenvolvente que resulta de erros mesodérmicos e do desenvolvimento ectodérmico. Diferente de outas desordens neurocutâneas (facomatoses), Sturge-Weber não tem nenhuma tendência hereditária, mas acontece esporadicamente.

## Sintomas
A Síndrome de Sturge-Weber é indicada no nascimento por ataques apopléticos acompanhados por uma marca de nascença em forma de mancha na testa e pálpebra superior de um lado da face. A cor da mancha pode variar do cor-de-rosa ao púrpura, e é causada por uma superabundância de vasos capilares ao redor da filial oftálmica do nervo trigeminal, sob a superfície da face.
Também há má formação de vasos sanguíneos na pia-máter do cérebro, do mesmo lado da cabeça que a marca de nascença. Isto causa calcificação do tecido e perda de células do nervo no córtex cerebral.
Sintomas neurológicos incluem ataques apopléticos que começam na infância e podem piorar com a idade. Convulsões normalmente acontecem no lado do corpo oposto à marca de nascença, variando em severidade.
Pode haver fraqueza no músculo do mesmo lado. Algumas crianças terão demoras no desenvolvimento e retardamento mental; a maioria terá glaucoma (aumento da pressão dentro do olho) que pode estar presente no nascimento ou pode se desenvolver depois. Pressão aumentada dentro do olho pode causar o aumento e inchaço do globo ocular. A síndrome de Sturge-Weber raramente afeta outros órgãos do corpo.

## Terapia
A terapia para síndrome de Sturge-Weber é sintomática. Tratamento de laser pode ser usado para remover a marca de nascença. Podem ser usados medicamentos anticonvulsantes para controlar ataques apopléticos. Os médicos recomendam monitorar anualmente a presença de glaucoma, e cirurgias pode ser executadas em casos mais sérios. Terapia física deve ser considerada para as crianças com fraqueza muscular.
Terapia educacional é prescrita freqüentemente para indivíduos com retardamento mental ou desenvolvimento deficiente, mas não há nenhum tratamento completo para estes problemas. Cirurgia cerebral (hemisferectomia), envolvendo a remoção da porção do cérebro que é afetado pela desordem, pode ter êxito no controle de ataques apopléticos. Um dos hospitais que adotaram este procedimento com êxito é o Shands na Universidade da Flórida.
Embora seja possível a marca de nascença e a atrofia no córtex cerebral estarem presentes sem mais sintomas, a maioria das crianças desenvolverá ataques apopléticos convulsivos durante o primeiro ano de vida. Há uma maior probabilidade de prejuízo intelectual quando ataques apopléticos começarem antes do segundo ano de vida, sendo estes pacientes mais resistentes à terapia.